# العلاقات الألبانية البلجيكية
العلاقات الألبانية البلجيكية هي العلاقات الثنائية التي تجمع بين ألبانيا وبلجيكا.

## مقارنة بين البلدين
هذه مقارنة عامة ومرجعية للدولتين:
| وجه المقارنة                                              | ألبانيا                                                    | بلجيكا                                                                              |
| --------------------------------------------------------- | ---------------------------------------------------------- | ----------------------------------------------------------------------------------- |
| المساحة (كم2)                                             | 28.75 ألف                                                  | 30.53 ألف                                                                           |
| عدد السكان (نسمة)                                         | 3.02 مليون                                                 | 11.37 مليون                                                                         |
| الكثافة السكانية (ن./كم²)                                 | 105.04                                                     | 372.42                                                                              |
| العاصمة                                                   | تيرانا                                                     | بروكسل                                                                              |
| اللغة الرسمية                                             | اللغة الألبانية                                            | اللغة الهولندية، لغة فرنسية، اللغة الألمانية                                        |
| العملة                                                    | ليك ألباني                                                 | يورو، فرنك بلجيكي                                                                   |
| الناتج المحلي الإجمالي (بليون دولار)                      | 13.04 مليار                                                | 492.68 مليار                                                                        |
| الناتج المحلي الإجمالي (تعادل القوة الشرائية) بليون دولار | 33.17 مليار                                                | 514.74 مليار                                                                        |
| الناتج المحلي الإجمالي الاسمي للفرد دولار أمريكي          | 3.94 ألف                                                   | 40.32 ألف                                                                           |
| الناتج المحلي الإجمالي للفرد دولار أمريكي                 | 11.11 ألف                                                  | 43.44 ألف                                                                           |
| مؤشر التنمية البشرية                                      | 0.764                                                      | 0.890                                                                               |
| رمز المكالمات الدولي                                      | +355                                                       | +32                                                                                 |
| رمز الإنترنت                                              | .al                                                        | .be                                                                                 |
| المنطقة الزمنية                                           | توقيت وسط أوروبا، ت ع م+01:00، ت ع م+02:00، أوروبا/تيرانا ‏ | توقيت وسط أوروبا، ت ع م+01:00، ت ع م+02:00، توقيت وسط أوروبا الصيفي، أوروبا/بروكسل ‏ |

## مدن متوأمة
في ما يلي قائمة باتفاقيات التوأمة بين مدن ألبانية وبلجيكية:
- ترتبط تيرانا مع بروكسل باتفاقية توأمة.

## منظمات دولية مشتركة
يشترك البلدان في عضوية مجموعة من المنظمات الدولية، منها:
| علم المنظمة | اسم المنظمة                               | تاريخ انضمام ألبانيا | تاريخ انضمام بلجيكا |
| ----------- | ----------------------------------------- | -------------------- | ------------------- |
|             | منظمة التجارة العالمية                    | ?                    | ?                   |
|             | الأمم المتحدة                             | 14 ديسمبر 1955       | 27 ديسمبر 1945      |
|             | حلف شمال الأطلسي                          | 1 أبريل 2009         | 4 أبريل 1949        |
|             | الاتحاد الدولي للاتصالات                  | 2 يونيو 1922         | 1866                |
|             | مجلس أوروبا                               | ?                    | ?                   |
|             | يونسكو                                    | 16 أكتوبر 1958       | 29 نوفمبر 1946      |
|             | المنظمة الأوروبية لسلامة الملاحة الجوية   | 2002                 | 1960                |
|             | الاتحاد البريدي العالمي                   | ?                    | ?                   |
|             | مؤسسة التنمية الدولية                     | 15 أكتوبر 1991       | 2 يوليو 1964        |
|             | منظمة حظر الأسلحة الكيميائية              | ?                    | ?                   |
|             | وكالة ضمان الاستثمار متعدد الأطراف        | 15 أكتوبر 1991       | 18 سبتمبر 1992      |
|             | منظمة الشرطة الجنائية الدولية             | ?                    | ?                   |
|             | مؤسسة التمويل الدولية                     | 15 أكتوبر 1991       | 27 ديسمبر 1956      |
|             | البنك الدولي للإنشاء والتعمير             | 15 أكتوبر 1991       | 27 ديسمبر 1945      |
|             | منظمة الأمن والتعاون في أوروبا            | 19 يونيو 1991        | 25 يونيو 1973       |
|             | المركز الدولي لتسوية المنازعات الاستشارية | 14 نوفمبر 1991       | 26 سبتمبر 1970      |

## أعلام
هذه قائمة لبعض الشخصيات التي تربطها علاقات بالبلدين:
- سمير أويكاني (لاعب كرة قدم ألباني، 5 يوليو 1988[21] – )
- عدنان يانوزاي (لاعب كرة قدم بلجيكي، 5 فبراير 1995[22] – )

## وصلات خارجية
- موقع وزارة الخارجية الألبانية
- موقع وزارة الخارجية البلجيكية